# 三菱ふそう・Tシリーズ

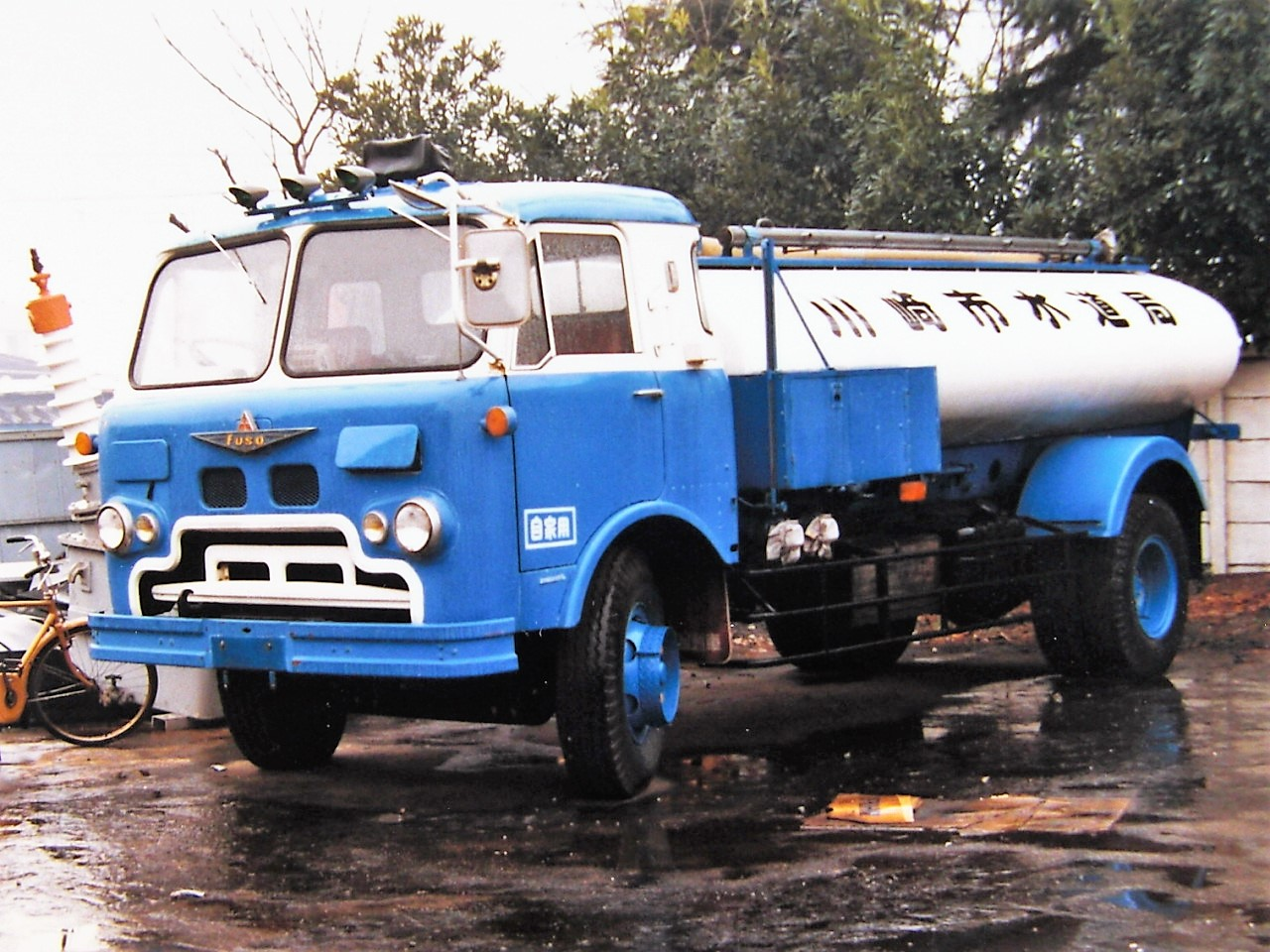
T380 1963年式

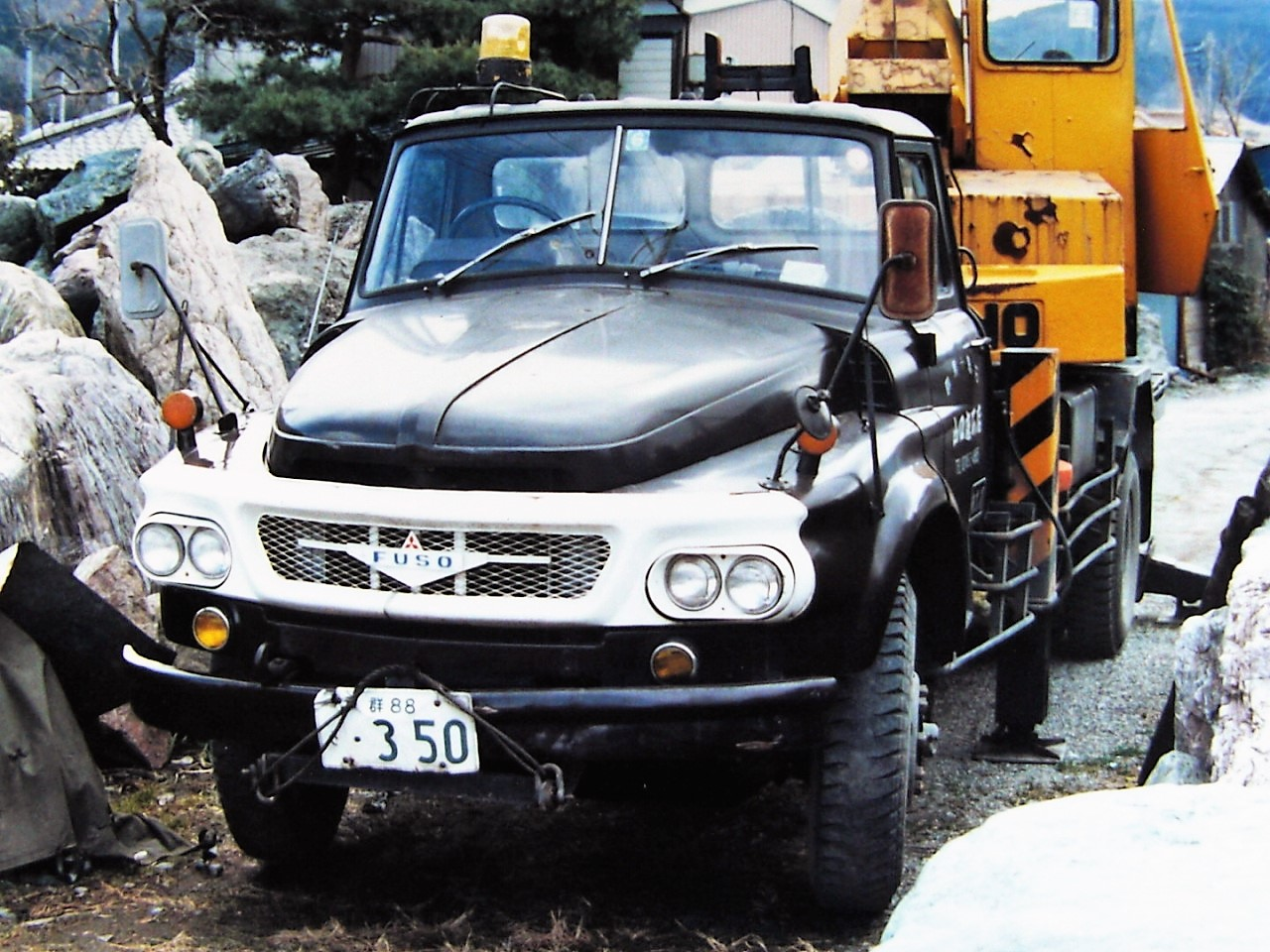
T410（フェイスリフト後）年式不明

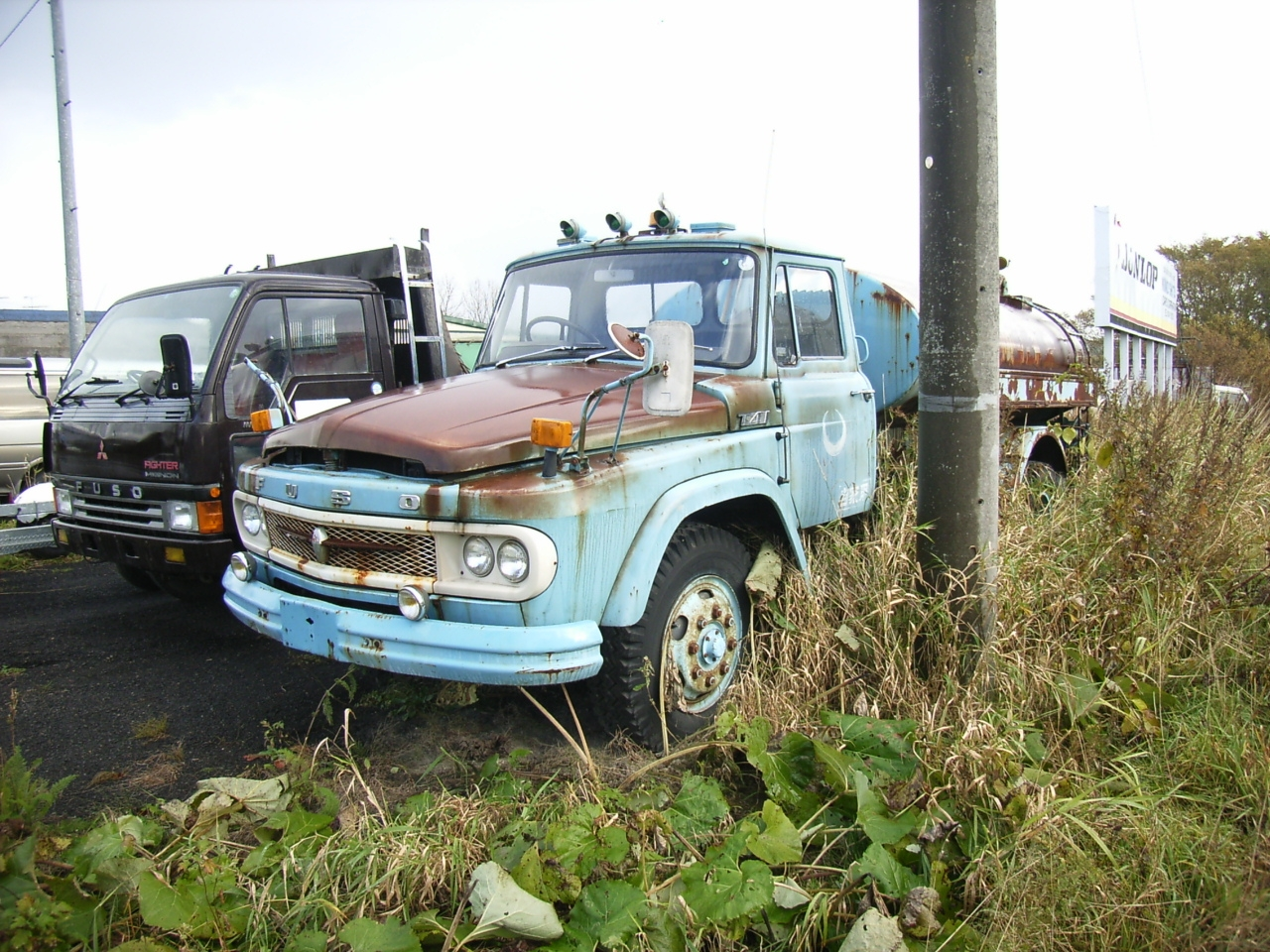
三菱ふそう T41

三菱ふそう・Tシリーズ は、1959年から1976年まで三菱日本重工→三菱重工業→三菱自動車工業（現:三菱ふそうトラック・バス）が製造・販売していた中型、大型トラックである。「ふそう」の歴史は古く1932年に三菱造船神戸造船所で完成したバスに「ふそう」と命名されたのが最初で、Tシリーズは1950年代から1970年代を中心に販売された。 

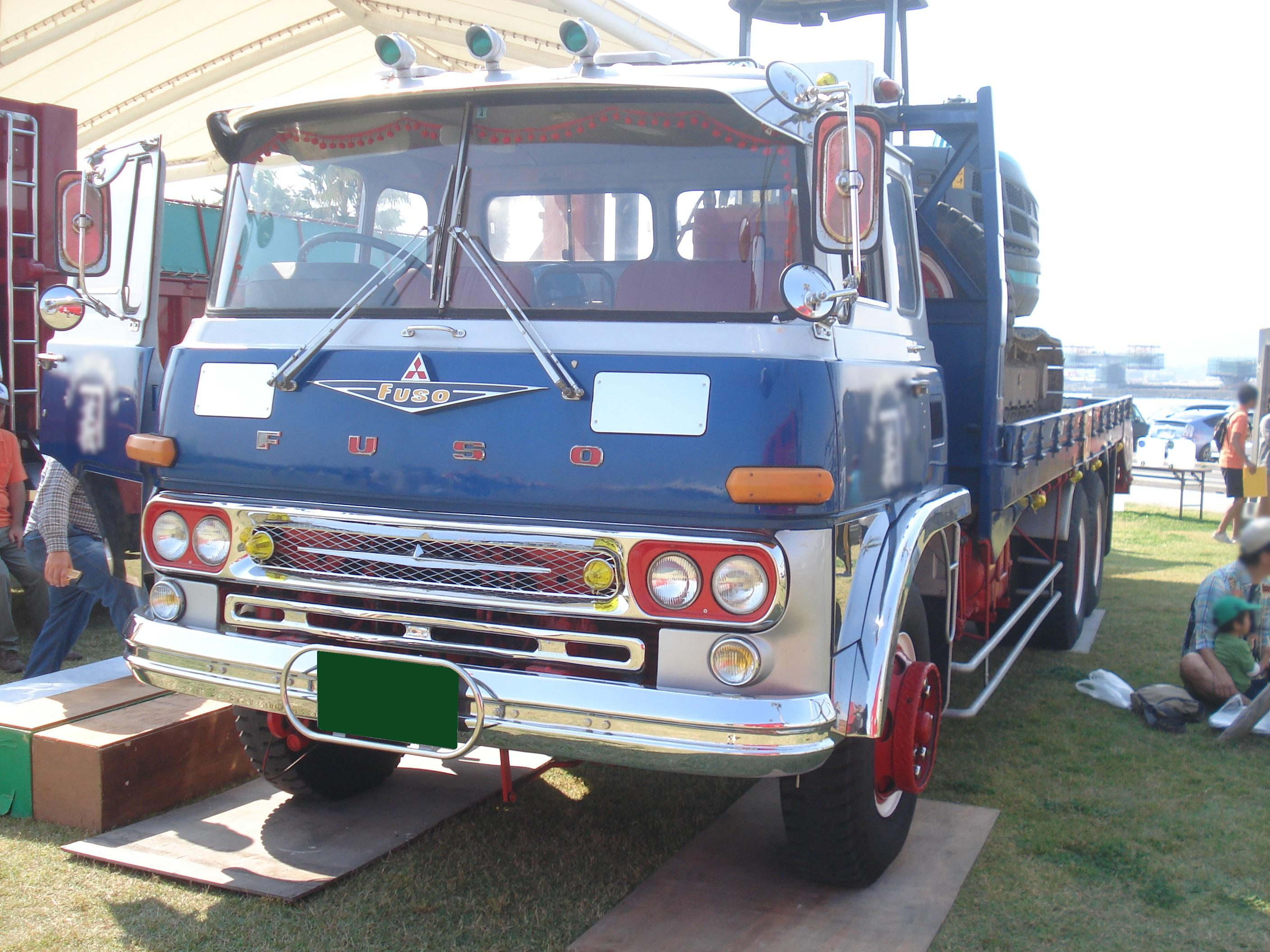
三菱ふそう T951

## 歴史
- 1959年 - T380型、T390型 キャブオーバー型11.5 t車発売。
- 1960年8月 - T330型 ボンネット型8 t車発売。
- 1961年2月 - T385型 キャブオーバー型8 t車発売。
- 1963年2月 - T410型 ボンネット型6.5 t車発売。
- 1964年10月 - 4t積み中型トラックT620型発売。新開発の直列6気筒6DS1型4,678 cc・110 ps搭載。普通免許で運転できる最大の積載量・荷台長であったことで発売以来わずか2年7ヶ月で国内販売累計2万台を突破し、大ヒットとなる。
- 1966年3月 - ボンネット車の外観を一新して発売。ヘッドランプを丸型4灯式に変更し、大型化されたフロントグリルに変更。
- 1967年6月 - T620型をマイナーチェンジ。フロントグリルの形状を変更。大型バックミラー、2スピードワイパー、ウインドウウォッシャーを採用し、テールランプを大型化した。
- 1967年 - 大型キャブオーバートラックをフルモデルチェンジ。T951型発売。
- 1968年6月 - T330型8 t積に200 psエンジンを搭載したT800型発売。同時にボンネット車をマイナーチェンジ。フロントウインドシールドが曲面1枚ガラスへ変更され、フロントグリルをキャブオーバー車と同じデザインに変更。
- 1969年 - T811型発売。フルトレーラー、本格高速キャブオーバートラクター発売。
- 1969年4月 - 4.5 t積普通車のT630B型、4.5 t積長尺車のT630E型及び4 t積超長尺車のT623型を発売。エンジンは直列6気筒D6S5型4,978 ㏄・122 ps搭載。
- 1970年 - 大型キャブオーバートラックをマイナーチェンジ。フロントウインドシールドが曲面1枚ガラスへ変更され、同時にフロントワイパーアームの形状も変更された。
- 1970年11月 - 中型トラックをフルモデルチェンジ。T650型・T651型発売。T650型には120 psにパワーアップした6DS1型エンジンを搭載、T651型には130 psを発生する6DS5型エンジンが搭載されていた。
- 1971年 - T912型発売。海上コンテナ輸送用3軸ツインステアリングトラクター発売。
- 1972年8月 - セミトラクタT813ARA型発売。V型10気筒10DC6型エンジン搭載・375馬力のハイパワーモデル。T650型をマイナーチェンジし、T653型になる。フロントグリルの形状を変更。
- 1973年12月 - Fシリーズの登場で大型キャブオーバー車の生産終了。
- 1975年6月 - 直列6気筒6D14 型・160 psを搭載したT656型発売。
- 1976年7月 - FKシリーズの登場で中型車の生産終了。ただし海外向けは1980年代まで継続生産されていた。

## ラインナップ

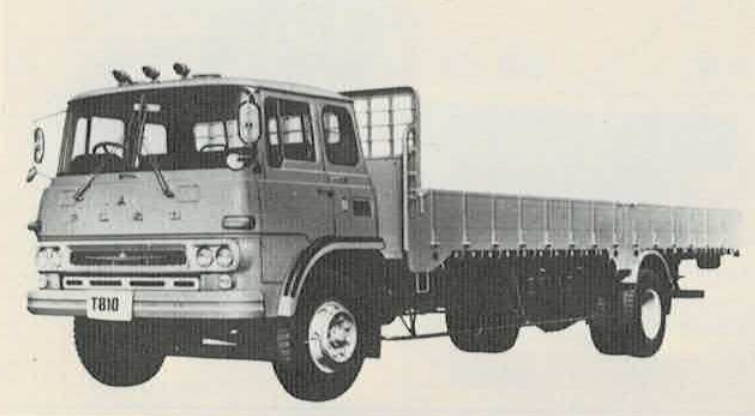
三菱ふそう T810

数字の3桁目はエンジン馬力によって変化する。また1967年に大型トラックがモデルチェンジした際に大型車は一部の車型の名称を変更した。
- T330系(ボンネット車)
- T380系
- T390系
- T410系(ボンネット車)
- T630系(中型車)

1967年以降
- T330系(ボンネット車)
- T410系(ボンネット車)
- T650系(中型車)
- T800系(ボンネット車)
- T810系(前1軸後1軸・4×2)※セミトラクタ含む
- T900系(T800の2デフ版)※セミトラクタ含む
- T910系(前2軸後1軸・6×2)
- T930系(T810の2デフ版)※セミトラクタ含む
- T951系(前1軸後2軸・6×2)